# Сан-Жоржи-ду-Иваи
Сан-Жоржи-ду-Иваи (порт. São Jorge do Ivaí)  —  муниципалитет в Бразилии, входит в штат Парана. Составная часть мезорегиона Северо-центральная часть штата Парана. Входит в экономико-статистический микрорегион Флораи. Население составляет 5223 человека на 2006 год. Занимает площадь 315,088 км². Плотность населения — 16,6 чел./км².

## История
Город основан 8 декабря 1955 года.

## Статистика
- Валовой внутренний продукт на 2003 год составляет 108 693 078,00 реалов (данные: Бразильский институт географии и статистики).
- Валовой внутренний продукт на душу населения на 2003 год составляет 20 161,95 реалов (данные: Бразильский институт географии и статистики).
- Индекс развития человеческого потенциала на 2000 год составляет 0,792 (данные: Программа развития ООН).